# Gran hambruna de Kyōhō

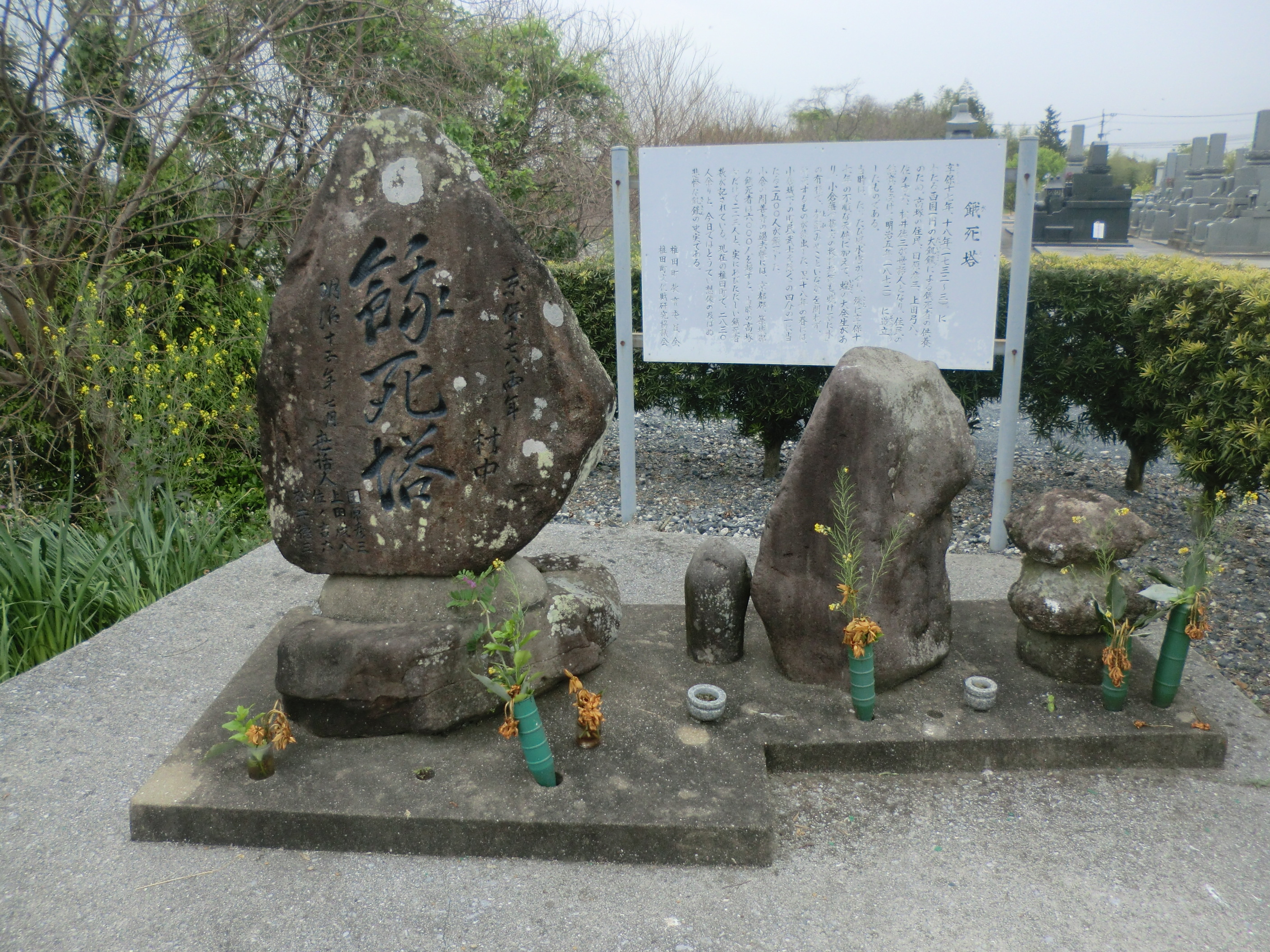
Estela de memorial en Takatsuka por las víctimas de inanición en Kyoho

La hambruna de Kyōhō (享 保 の 大 飢饉, Kyōhō no daikikin), fue una hambruna en la isla japonesa de Kyushu durante el reinado del emperador Nakamikado, en el período Edo. El shōgun dominante durante la hambruna era Tokugawa Yoshimune. Se estima que desde 12,172 a 169,000 personas murieron de hambre. Se considera que la hambruna, que lleva el nombre de la era Kyōhō (1716–1736), comenzó en 1732 y duró hasta 1733.

## Antecedentes
Se desconoce la causa de la hambruna. Una de las Reformas Kyōhō en 1728 aumentó los impuestos del 40% al 50% y pudo haber reducido la productividad agrícola y las existencias de alimentos. El fallo de 1730, que introdujo cuotas obligatorias de compra de arroz para los propietarios y comerciantes adinerados de Han, convirtió el arroz en un cultivo comercial y redujo la diversidad de los cultivos japoneses. La escasez de aceite de sésamo y aceite de ballena para el tratamiento de semillas puede haber contribuido a la gravedad de la posterior infestación de insectos.

## Hambruna

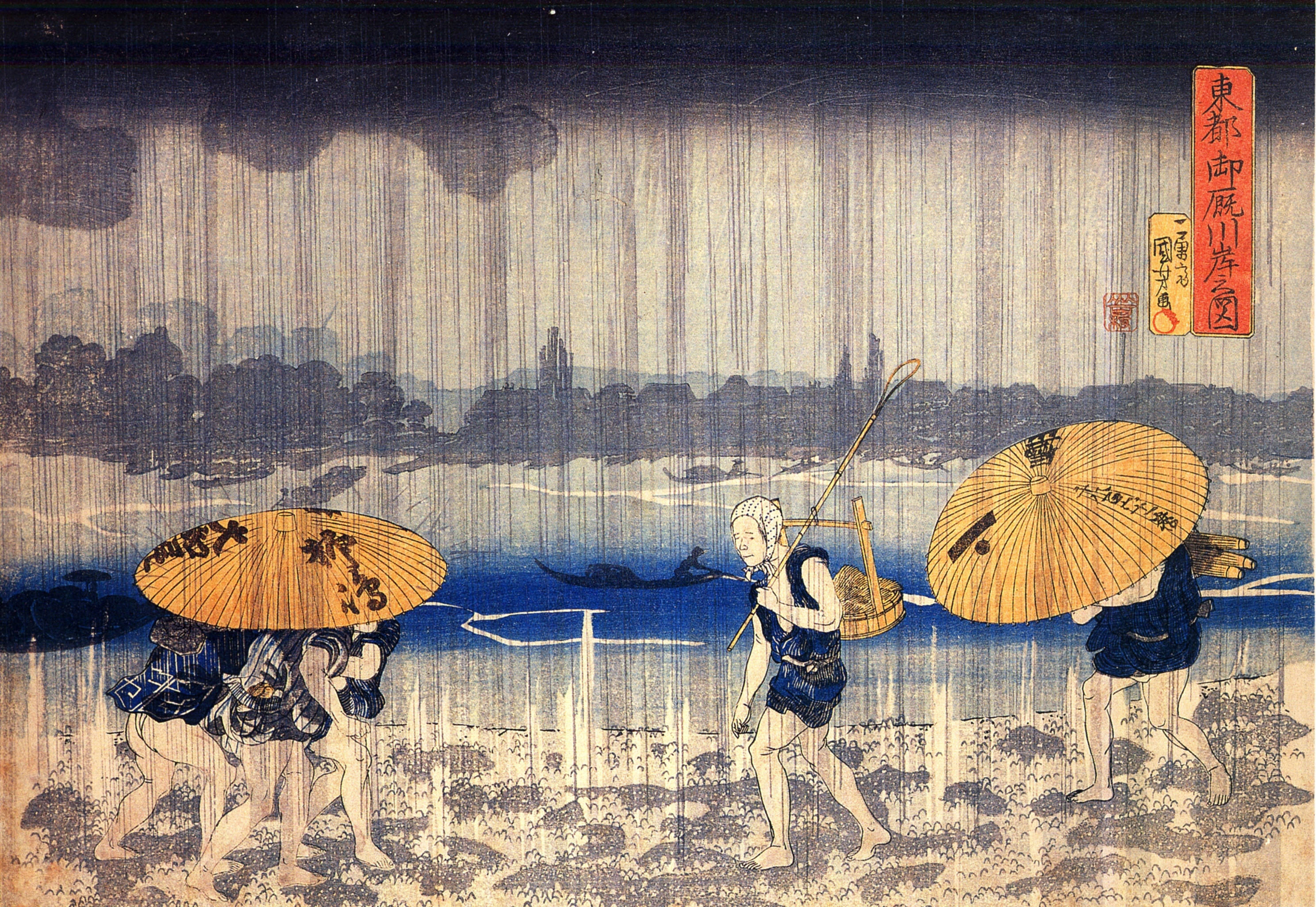
Pintura que representa fuertes lluvias en Japón

A partir de diciembre de 1731, las fuertes lluvias dañaron los cultivos de cereales de invierno (trigo y cebada) y las comunidades tuvieron dificultades para volver a plantar campos porque las reservas de semillas habían disminuido por años de cosechas marginales. De mayo a junio de 1732, el clima frío y húmedo continuó durante dos meses en las regiones de Chūgoku, Shikoku y Kyushu, lo que resultó en condiciones favorables para la proliferación de insectos y la descomposición de las plántulas de arroz. Una plaga de insectos o una infestación de langostas apareció en la región del Mar Interior de Seto y proceden a destruir arrozales en todo el oeste de Japón, dejando solo el 10% de los cultivos no afectados. La cosecha total de arroz en Japón en 1732 fue de 630,000 koku, solo el 27% del promedio. Además, la epizootia que mata animales de tiro estalló en julio de 1732 en el dominio de Fukuoka. Los precios del arroz se dispararon, alcanzando entre 5 y 7 veces el valor normal durante el pico de la hambruna. En consecuencia, las aldeas de pescadores que dependen de productos en efectivo para comprar alimentos fueron duramente afectadas, perdiendo hasta un tercio de la población. La muerte promedio de la población reportada en el dominio de Fukuoka fue del 20% (66,000 de 320,000), mientras que las aldeas del interior sufrieron menos del 10% de muertes. La mayoría de las muertes fueron entre niños. El sur de Kyushu se vio afectado, pero la mortalidad fue menor que en el norte de Kyushu. Se registraron al menos 5919 muertes por inanición en el dominio Iyo-Matsuyama, donde la gente recurrió a comer helecho y raíces de kudzu, paja y harina de madera. Durante las celebraciones de Año Nuevo de 1733, los utensilios domésticos y los sacos de arroz del comerciante Takama Denbii (高 間 伝 兵衛) fueron arrojados al río por una multitud campesina de 1.700 hombres enfurecidos por los rumores de que él estaba acumulando comida, en el evento conocido en Japón como Allanamiento de morada de Kyōhō: la primera huelga registrada en Japón.
La hambruna terminó gradualmente en marzo de 1733.

## Consecuencias

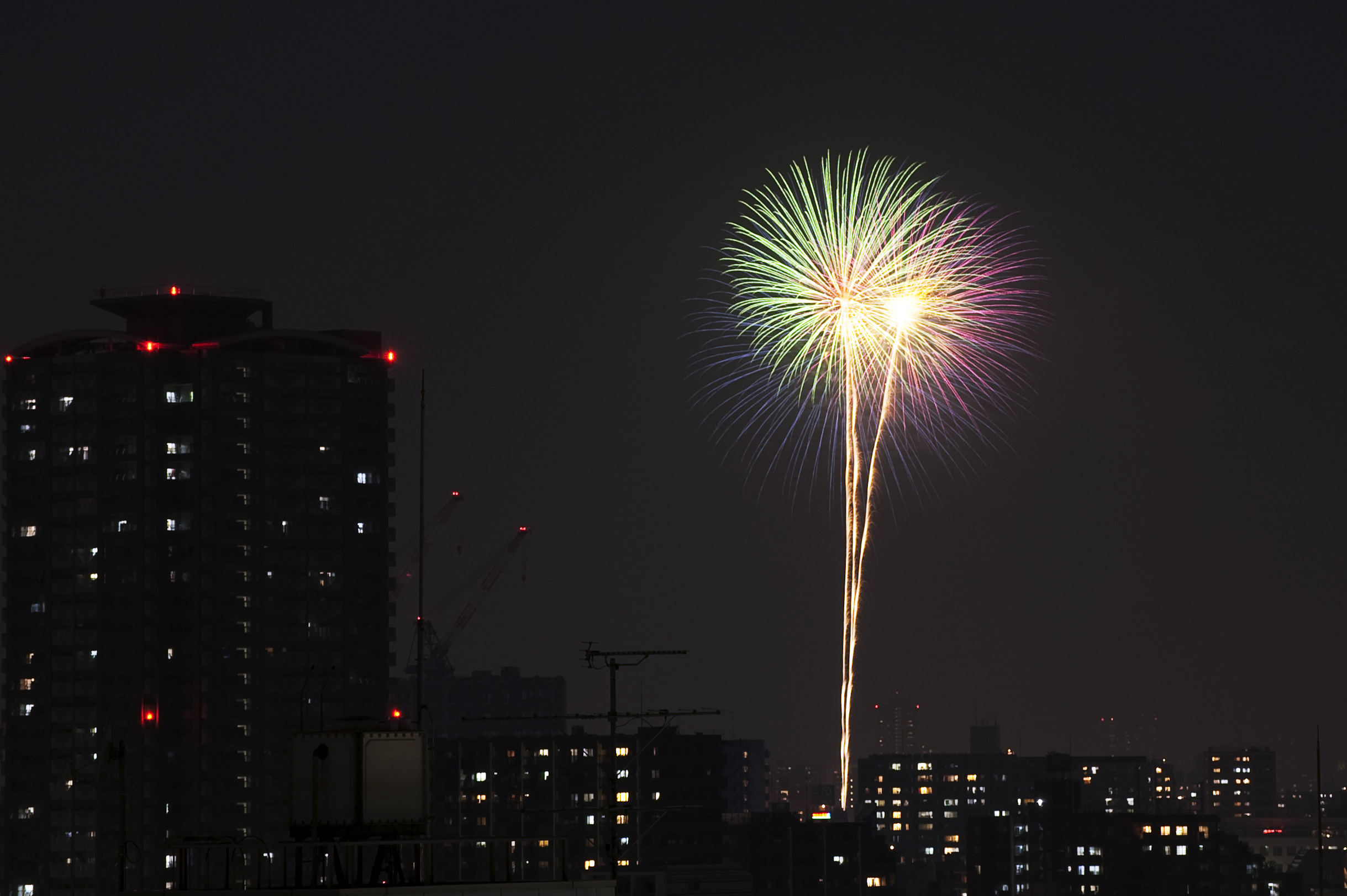
Festival de Fuegos Artificiales de Sumidagawa

Según los registros oficiales, el número de muertos fue de 12.172. El número real de muertos puede haber alcanzado 169,000. El número de 969,900 muertes proporcionadas en Tokugawa Jikki es probablemente una exageración y no está confirmado por otras fuentes. Se observó el papel de la batata (contrabandeado en 1711 por Asami Kichijūrō Hidetaka del dominio Satsuma) para evitar la hambruna en Ōmishima en la región del Mar Interior de Seto y, por consiguiente, la batata fue ampliamente adoptada en todo Japón. El Shogunato implementó en 1735 reformas para diversificar los cultivos. A los campesinos se les permitía cultivar cultivos comerciales o cultivos técnicos (plantas de aceite o fibra) a cambio de pagar impuestos adicionales.
Se especula que el festival de fuegos artificiales Sumidagawa se estableció en respuesta a la hambruna de Kyōhō.
La hambruna de Kyōhō tuvo un gran impacto negativo en las Reformas de Kyōhō.